# Транскрипция (биология)
Транскри́пция (от лат. transcriptio «переписывание») — происходящий во всех живых клетках процесс синтеза РНК с использованием ДНК в качестве матрицы; перенос генетической информации с ДНК на РНК.
Транскрипция катализируется ферментом ДНК-зависимой РНК-полимеразой. РНК-полимераза движется по молекуле ДНК в направлении 5`- 3`.
Если говорить о транскрипции белок-кодирующих участков, то единицей транскрипции бактерий является оперон — фрагмент молекулы ДНК, состоящий из промотора (оператора, с которым связывается белок-репрессор), транскрибируемой части (которая может содержать несколько белок-кодирующих последовательностей) и терминатора. У эукариот транскрибируемая часть обычно содержит одну белок-кодирующую последовательность.
Цепочка ДНК, которая служит шаблоном для достраивания РНК, называется матричной. Последовательность, полученная в результате такого синтеза РНК будет идентична последовательности комплементарной матричной цепочке, т.е. кодирующей цепочке ДНК (исключая замену тимина ДНК на урацил РНК) согласно принципу комплементарности.

## Транскрипция про- и эукариот
В бактериях транскрипцию катализирует единственная РНК-полимераза. Она состоит из основной части из пяти субъединиц (α2ββ'ω) и σ-субъединицы (сигма-фактор), которая определяет связывание с промотором и является единственным фактором инициации транскрипции. У Escherichia coli, например, самая распространенная форма сигма-фактора — σ70.
Клетки эукариот содержат как минимум 3 РНК-полимеразы, а растения — 5, которые для инициации и элонгации требуют набора факторов. РНК-полимераза II — основной фермент эукариотических клеток, катализирующий транскрипцию белок-кодирующих мРНК (и некоторых других РНК).
В бактериях, мРНК после транскрипции никак не модифицируется, и непосредственно во время транскрипции может происходить трансляция. В эукариотических клетках мРНК модифицируется в ядре — на неё навешивается 5'-кэп и синтезируется 3'-полиА-хвост, происходит сплайсинг. Затем мРНК может попасть в цитоплазму, где будет происходит трансляция.

## Процесс транскрипции
Транскрипция состоит из стадий инициации, элонгации и терминации.

### Инициация
Инициация транскрипции — процесс связывания ДНК-зависимой РНК-полимеразы с промотором и образования стабильного комплекса для продолжения транскрипции.
Инициация транскрипции может быть разбита на несколько шагов.
1. РНК-полимераза (вместе с факторами инициации транскрипции у эукариот) связывается с промотором с образованием закрытого комплекса. В такой форме внутри комплекса находится двойная спираль ДНК.
2. Преобразование в открытый комплекс. Спираль ДНК на расстоянии около 13 пар нуклеотидов от точки старта транскрипции плавится, то есть цепи ДНК отделяются друг от друга. Участок разделённых спиралей ДНК называется транскрипционным пузырем.
3. Разделение цепей открывает доступ к некодирующей цепочке ДНК. Первые два рибонуклеотида выравниваются с шаблонной ДНК и соединяются. Далее удлинение РНК происходит при присоединении рибонуклеотидов к 3'-концу цепочки. Соединение первых 10 нуклеотидов — неэффективный процесс, поэтому транскрипция на этой стадии часто обрывается, короткий транскрипт высвобождается и синтез начинается снова. Такая пробуксовка полимеразы называется абортивной транскрипцией.
4. Как только полимеразно-промоторный комплекс образует транскрипт длиннее 10 нуклеотидов, он становится достаточно стабильным, чтобы продолжать транскрипцию и переходит в стадию элонгации. Также это называется избеганием промотора.

Инициация транскрипции — сложный процесс, зависящий от последовательности ДНК вблизи транскрибируемой последовательности (а у эукариот также и от более далеких участков генома — энхансеров и сайленсеров) и от наличия или отсутствия различных белковых факторов.

### Элонгация
Момент перехода РНК-полимеразы от инициации транскрипции к элонгации точно не определён. Три основных биохимических события характеризуют этот переход в случае РНК-полимеразы кишечной палочки: отделение сигма-фактора, первая транслокация молекулы фермента вдоль матрицы и сильная стабилизация транскрипционного комплекса, который кроме РНК-полимеразы включает растущую цепь РНК и транскрибируемую ДНК. Эти же явления характерны и для РНК-полимераз эукариот. Переход от инициации к элонгации сопровождается разрывом связей между ферментом, промотором, факторами инициации транскрипции, а в ряде случаев — переходом РНК-полимеразы в состояние компетентности в отношении элонгации (например, фосфорилирование CTD-домена у РНК-полимеразы II). Фаза элонгации заканчивается после освобождения растущего транскрипта и диссоциации фермента от матрицы (терминация).
На стадии элонгации в ДНК расплетено примерно 18 пар нуклеотидов. Примерно 12 нуклеотидов матричной нити ДНК образует гибридную спираль с растущим концом цепи РНК. По мере движения РНК-полимеразы по матрице впереди неё происходит расплетание, а позади — восстановление двойной спирали ДНК. Одновременно освобождается очередное звено растущей цепи РНК из комплекса с матрицей и РНК-полимеразой. Эти перемещения должны сопровождаться относительным вращением РНК-полимеразы и ДНК. Трудно себе представить, как это может происходить в клетке, особенно при транскрипции хроматина. Поэтому не исключено, что для предотвращения такого вращения двигающуюся по ДНК РНК-полимеразу сопровождают топоизомеразы.
Элонгация осуществляется с помощью основных элонгирующих факторов, необходимых, чтобы процесс не останавливался преждевременно.
В последнее время появились данные, показывающие, что регуляторные факторы также могут регулировать элонгацию. РНК-полимераза в процессе элонгации делает паузы на определённых участках гена. Особенно четко это видно при низких концентрациях субстратов. В некоторых участках матрицы длительные задержки в продвижении РНК-полимеразы, т. н. паузы, наблюдаются даже при оптимальных концентрациях субстратов. Продолжительность этих пауз может контролироваться факторами элонгации.

### Терминация
У бактерий два механизма терминации транскрипции:
- ро-зависимый механизм, при котором белок Rho ([ро]) дестабилизирует водородные связи между матрицей ДНК и мРНК, высвобождая молекулу РНК.
- ро-независимый, при котором транскрипция останавливается, когда только что синтезированная молекула РНК формирует стебель-петлю, за которой расположено несколько урацилов (…УУУУ), что приводит к отсоединению молекулы РНК от матрицы ДНК.

Терминация транскрипции у эукариот менее изучена. Она завершается разрезанием РНК, после чего к её 3' концу фермент добавляет несколько аденинов (…АААА), от числа которых зависит стабильность данного транскрипта.

## Транскрипционные фабрики
Существует ряд экспериментальных данных, свидетельствующих о том, что транскрипция осуществляется в так называемых транскрипционных фабриках: огромных, по некоторым оценкам, до 10 МДа комплексах, которые содержат около 8 РНК-полимераз II и компоненты последующего процессинга и сплайсинга, а также корректирования новосинтезированного транскрипта. В ядре клетки происходит постоянный обмен между пулами растворимой и задействованной РНК-полимеразы. Активная РНК-полимераза задействована в таком комплексе, который в свою очередь является структурной организовывающей компактизацию хроматина единицей. Последние данные свидетельствуют о том, что транскрипционные фабрики существуют и в отсутствие транскрипции, они фиксированы в клетке (пока не ясно, взаимодействуют ли они с ядерным матриксом клетки или нет) и представляют собой независимый ядерный субкомпартмент. Комплекс транскрипционных фабрик, содержащих РНК полимеразу I, II или III, был проанализирован с помощью масс-спектрометрии.

## Обратная транскрипция
Некоторые вирусы (такие как вирус иммунодефицита человека, вызывающий ВИЧ-инфекцию), имеют возможность транскрибировать РНК в ДНК. ВИЧ имеет РНК-геном, который встраивается в ДНК. В результате, ДНК вируса может быть объединена с геномом клетки-хозяина. Главный фермент, ответственный за синтез ДНК из РНК, называется ревертазой. Одной из функций ревертазы является создание комплементарной ДНК (кДНК) из вирусного генома. Ассоциированный фермент рибонуклеаза H расщепляет РНК, а ревертаза синтезирует кДНК из двойной спирали ДНК. кДНК интегрируется в геном клетки-хозяина с помощью интегразы. Результатом является синтез вирусных протеинов клеткой-хозяином, которые образуют новые вирусы. В случае с ВИЧ так же программируется апоптоз (смерть клетки) Т-лимфоцитов. В иных случаях клетка может остаться распространителем вирусов.
Некоторые клетки эукариот содержат фермент теломеразу, также проявляющую активность обратной транскрипции. С её помощью синтезируются повторяющиеся последовательности в ДНК. Теломераза часто активируются в раковых клетках для бесконечной дупликации генома без потери кодирующей протеины последовательности ДНК. Некоторые РНК-содержащие вирусы животных при помощи РНК-зависимой ДНК-полимеразы способны синтезировать ДНК, комплементарную по отношению к вирусной РНК. Она встраивается в геном эукариотической клетки, где может многие поколения оставаться в скрытом состоянии. При определённых условиях (например, воздействии канцерогенов) вирусные гены могут активироваться, и здоровые клетки превратятся в раковые.

## Принципы транскрипции
- комплементарность — нуклеотиды РНК присоединяются по принципу комплементарность (как при репликации, но напротив А встраивается У);
- униполярность — синтез РНК идет в направлении 5'→3', по матрице ДНК 3'→5';
- антипараллельность — синтезируемая цепь РНК антипараллельна матрице ДНК;
- асимметричность — транскрибируется только одна цепочка ДНК — матричная (некодирующая, антисмысловая);
- беззатравочность — для транскрипции не требуется праймер.